# Sotvingad mås
Sotvingad mås (Leucophaeus atricilla) är en medelstor mås som förekommer i Nord- och Sydamerika.

## Utseende och läte

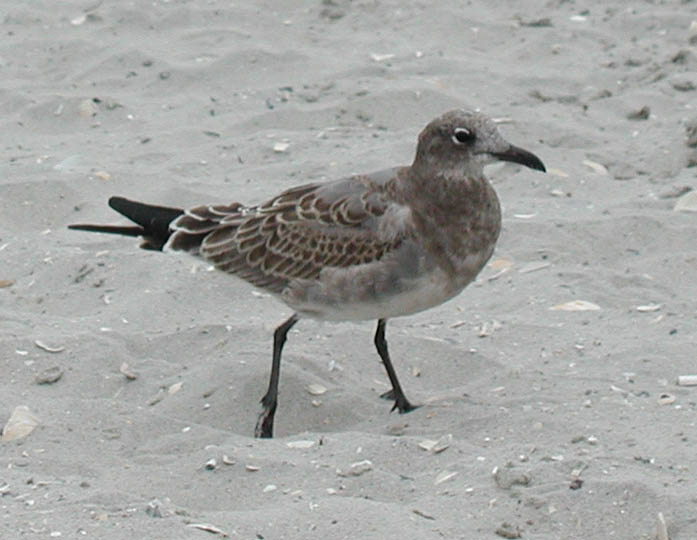
Juvenil

Sotvingad mås är storlek mitt emellan skrattmåsen och fiskmåsen. Den mäter 36–41 centimeter, har ett vingspann på 98–110 centimeter och väger i genomsnitt 320 gram. Hanen är något större än honan. Den har ganska långa mörka ben och en lång näbb. Sotvingad mås har tre åldersklasser. I häckningsdräkt är arten distinkt med sin vita undersida, mörkgrå ovansida, svarta huvud och röd näbb. Den har två smala vita streck som omger bakre delen av ögat likt "ögonlock". I denna dräkt är ovansidan av vingarna mörkare än hos någon annan mås i samma storlek och dess svarta vingspetsar saknar helt vitt. Vintertid är huvudet på den adulta måsen till största delen vitt med endast en antydan till svarta streck, främst bakom ögat. Under denna period är näbben svart med endast lite rött på näbbspetsen.
Juvenilen är till största delen vattrad i brunt men i flykten visar den upp ett brett svart ändband på stjärten som kontrasterar mot den annars vita stjärten. Till första vintern har den genomgått en partiell ruggning och har då gråbrun rygg, solkigt grått bröst och kroppssida, vit buk och vitt huvud med ett mörkgrått parti bakom ögat. Undersidan av vingen är då vit med mycket mönstring i grått. Under första sommaren anlägger den en rudimentär svart huva men är fortfarande vit i pannan och på strupen. Till andra vintern har den ruggat vingpennorna och vingovansidan är då mörkt jämngrå och vingspetsen har ett stort svart parti. Även undersidan av handpennorna är mörka medan resten av vingundersidan är vit. Den har gråaktig nacke och hals, och stjärten är oftast helvit men vissa har lite mörkt på stjärtspetsen.

### Förväxlingsmöjligheter med andra arter
Den främsta förväxlingsmöjligheten är präriemås (L. pipixcan) som skiljs på att den alltid har vit vingundersida med bara en liten svart vingspets, är något mindre, har kortare näbb, kortare röda ben och som adult har den ganska lite svart, som omges av vitt på vingspetsen. Om den sotvingad måsen ses ensam på långt håll kan den även förväxlas med 2:a och 3:e vinterns silltrutar. Eftersom sotvingad mås ofta jagar andra havsfåglar för att stjäla deras mat så kan också den brunmörka juvenilen misstas för en labb.

### Läte
Dess läte är ett hest kee-agh som upprepat ungefär låter som ett högfrekvent skratt.

## Utbredning och systematik
Arten häckar utmed Nordamerikas och norra Sydamerikas Atlantkust, och i Mexiko, Centralamerika och Västindien. Den delas upp i två underarter med följande utbredning:
- nordlig sotvingad mås[6] Leucophaeus atricilla megalopterus (Bruch, 1855) – häckar i Nordamerika och Centralamerika, från sydöstra Kalifornien söderut till västra Mexiko och från Maine till östra Centralamerika. Övervintrar till Peru
- Leucophaeus atricilla atricilla – häckar i Västindien och på Trinidad. Övervintrar till norra Brasilien

Den nordliga häckningspopulationerna är flyttfåglar och flyttar söderut om vintern till Centralamerika och norra Sydamerika. Den är en sällsynt gäst i Västeuropa och har påträffats fem gånger i Sverige, första tillfället  när en ungfågel gästade Göteborgs fiskehamn 18–20/1 1964.

### Släktestillhörighet
Länge placerades merparten av måsarna och trutarna i släktet Larus. Genetiska studier visar dock att arterna i Larus inte är varandras närmaste släktingar. Pons m.fl. (2005) föreslog att Larus bryts upp i ett antal mindre släkten, varvid sotvingad mås placerades i Leucophaeus. Amerikanska  American Ornithologists' Union (AOU) följde rekommendationerna i juli 2007. Brittiska British Ornithologists’s Union (BOU) liksom Sveriges ornitologiska förenings taxonomikommitté (SOF) valde dock initialt att behålla arterna urskilda i Leucophaeus i Larus eftersom studier inte visar på några osteologiska skillnader släktena emellan. Efter att även de världsledande auktoriteterna Clements m.fl. och International Ornithological Congress IOC erkände Leucophaeus följde även SOF (då under namnet BirdLife Sverige) efter 2017. BirdLife International inkluderar dock fortfarande Leucophaeus i Larus.

## Ekologi
Sotvingad mås häckar vid många olika typer av öppna strandnära biotoper, exempelvis vid våtmarker och dammar, i stora kolonier. De stora boet är en uppskrapad grop som kläs med gräs. De tre till fyra äggen ruvas i ungefär tre veckor av båda föräldrarna. Den är en allätare, som de flesta måsar, och lever även av as. Den ägnar sig även ofta åt kleptoparasitism, vilket innebär att de jagar andra havsfåglar för att stjäla föda.

## Status och hot
Arten har ett stort utbredningsområde och en stor population, och tros öka i antal. Utifrån dessa kriterier kategoriserar internationella naturvårdsunionen IUCN arten som livskraftig (LC).

## Etymologi
Sotvingad mås heter Laughing Gull på engelska, vilket kan översättas till "skrattmås". Detta namn har den fått för sitt skrattande läte. I verket Ornithologia, skriven av Mathurin Jacques Brisson 1760, beskrivs sotvingad mås och skrattmås (Larus ridibundus) som olika underarter av arten Gavis ridibunda. När Linné taxonomiskt skulle beskriva skrattmåsen, utgick han därför ifrån det engelska namnet Laughing Gull, varför både det vetenskapliga namnet ridibundus och det svenska trivialnamnet refererar till "skratt". Skrattmåsen har dock inte ett skrattande läte men detta kände inte Linné till eftersom skrattmåsen inte häckade i Sverige på 1700-talet då han beskrev den. Sotvingade måsens nuvarande vetenskapliga artnamn atricilla betyder "svartstjärtad".